# Rivula crassipes
Rivula crassipes là một loài bướm đêm trong họ Erebidae.